# Свети Илия (Сугарево)
Вижте пояснителната страница за други значения на Свети Илия.
„Свети Илия“ е българска възрожденска църква в светиврачкото село Сугарево, част от Неврокопската епархия на Българската православна църква. Обявена е за паметник на културата.

## История
Храмът е разположен в ниската част на Пирин на около 4 km югоизточно от селото на ръба на дълбока пропаст. Той е изграден през 1856 година от местния жител Маню Сирманов след съновидение.  В архитектурно отношение представлява малка трикорабна базилика с полукръгла апсида на източната страна и открит трем на западната и част от южната и северната страна. На южната стена има стенопис „Архангел Михаил изважда душата на богатия“. Иконостасът е таблен и рисуван. Иконите са от края на XIX век, дело на двама зографи примитивисти.
През 2023 - 2024 година са предприети мащабни ремонтни дейности по църквата - укрепени са основите, изградена е нова абсида, подменени са изцяло покривната конструкция и откритите галерии. Променена е плановата схема от трикорабна на еднокорабна.
Край църквата се намира общият гроб на Тодор Александров и Панзо Зафиров и гробовете на Симеон Евтимов, Иван Параспуров и Антон Попов.